# Notte fonda
Notte fonda è un singolo del cantautore italiano AKA 7even, pubblicato il 12 aprile 2024.

## Descrizione
Il brano, scritto dallo stesso cantoutore con Vito Petrozzino, è prodotto da Simone Capurro, in arte Starchild, Vincenzo Centrella, in arte Kyv, Umberto Odoguardi, in arte Junior K, e Stefano Tonigni, in arte Zef.

## Video musicale
Il video musicale, diretto da Matteo Croci, è stato pubblicato in concomitanza all'uscita del brano attraverso il canale YouTube del cantautore.

## Tracce
Testi di Luca Marzano e Vito Petrozzino, musiche di Simone Capurro, Stefano Tognini, Vincenzo Centrella e Umberto Odoguardi.
1. Notte fonda – 2:50